# Кокшин, Руслан Владимирович
Русла́н Влади́мирович Ко́кшин (род. 7 мая 1979, Тула, РСФСР, СССР) — российский военный, офицер Пограничной службы Федеральной службы безопасности Российской Федерации, участник второй чеченской войны, Герой Российской Федерации (2002), полковник.

## Биография
Руслан Кокшин родился 7 мая 1979 года в городе Туле. Там же окончил среднюю школу. В 1996 году Кокшин поступил в Тульский артиллерийский инженерный институт. По окончании института, в 2001 году, продолжил военную службу в десантно-штурмовом подразделении пограничных войск России, дислоцированном в Северо-Кавказском пограничном округе. К июлю 2002 года старший лейтенант Руслан Кокшин командовал миномётным взводом десантно-штурмовой манёвренной группы Итум-Калинского (Аргунского) пограничного отряда Северо-Кавказского пограничного регионального управления Федеральной пограничной службы.

Начальник Тульского артиллерийского инженерного института генерал-майор А. Волков и капитан Р. Кокшин (2003 год)

27 июля 2002 года Руслан Кокшин, во главе разведывательно-поисковой группы (РПГ), был десантирован на участок пограничной заставы «Грозтхой», через участок которой с территории Грузии имело целью прорваться крупное бандформирование численностью около шестидесяти человек, подчинённое полевому командиру Руслану Гелаеву. Во время их преследования группа Кокшина попала в засаду и подверглась массированному обстрелу. Кокшину удалось вывести группу из-под огня противника. Дождавшись темноты, он выставил наблюдателей и организовал круговую оборону. На рассвете 28 июля боевики предприняли попытку напасть на позиции пограничников. В бою Кокшин умело управлял действиями своих подчинённых, огнём из подствольного гранатомёта и автомата уничтожил 3 вражеские огневые точки. Когда появилась реальная угроза попасть в плен, Кокшин по радио вызвал миномётный огонь на себя. Подошедшая группа лейтенанта Анатолия Коробенкова отбросила противника и прорвала окружение группы Кокшина. Остатки бандформирования были вынуждены вернуться в Грузию. Всего в бою погибли восемь пограничников и минимум 24 боевика.
Указом Президента Российской Федерации № 1389дсп от 9 декабря 2002 года за «мужество и героизм, проявленные при исполнении воинского долга в Северо-Кавказском регионе» старший лейтенант Руслан Кокшин был удостоен высокого звания Героя Российской Федерации с вручением медали «Золотая Звезда» за номером 771.

## Награды
- Герой Российской Федерации (Указ Президента РФ № 1389дсп от 9 декабря 2002 года) — за мужество и героизм, проявленные при исполнении воинского долга в Северо-Кавказском регионе
- медаль «За отличие в охране государственной границы»
- медали «За отличие в военной службе» (ФСБ) I, II и III степени
- знак ПС ФСБ «За службу на Кавказе»
- серебряная медаль «За особый вклад в развитие Тульской области»
- памятная медаль «85 лет ВДВ»
- медаль «За ратную доблесть»
- медаль «Участнику контртеррористической операции на Кавказе»
- медаль «За службу на Северном Кавказе»
- знак отличия военнослужащих Северо-Кавказского военного округа «За службу на Кавказе»